# Koruna Slovakia
Koruna Slovakia (tiếng Slovak: slovenská koruna) là đơn vị tiền tệ của Slovakia giữa ngày 8 tháng 2 năm 1993 và 31 tháng 12 năm 2008, và có thể được sử dụng để thanh toán tiền mặt cho đến khi 16 tháng 1 năm 2009. ISO 4217 mã đã SKK và chữ viết tắt cục bộ là Sk. Koruna cũng là tiền tệ của Cộng hòa Slovak Quốc xã thời kỳ giữa năm 1939 và 1945. Cả hai Koruna được chia thành 100 haliere (viết tắt là "hal" hoặc đơn giản là "h", số ít: halier). Viết tắt được đặt sau giá trị số.
Slovakia đã đổi tiền tệ từ Koruna sang Euro vào ngày 1 tháng 1 năm 2009, với tỷ lệ 30,1260 Koruna/Euro.
Trong tiếng Slovak, danh từ "Koruna" và "halier" đều giả định hai dạng số nhiều. "Koruny" và "haliere" xuất hiện sau các số 2, 3 và 4 và trong bối cảnh chung (không đếm được), với "korún" và "halierov" được sử dụng sau các số khác. Các dạng sau cũng tương ứng với việc sử dụng gen trong số nhiều.

## Koruna 1939–1945
Koruna là tiền tệ của Cộng hòa Slovak từ 1939-1945. Koruna Slovak thay thế koros Tiệp Khắc và được thay thế bằng koruna Tiệp Khắc. Viết tắt của nó là Kč.
Ban đầu, các Koruna Slovak là ngang bằng với Koruna Bohemian và Moravian, với 10 Koruna=1 Reichsmark. Nó đã bị phá giá, vào ngày 1 tháng 10 năm 1940, với tỷ lệ 11,62 phòng tập thể thao Slovak đến một Reichsmark, trong khi giá trị của đồng tiền Bohemian và Moravian vẫn không thay đổi so với Reichsmark.

### Tiền xu
Năm 1939, tiền xu đã được giới thiệu trong mệnh giá 10 halierov, 5 và 20 Koruna, với 20 và 50 halier và 1 Koruna thêm vào năm 1940. 10 và 20 halier là đồng, 50 halier và 1 Koruna cupronickel, 5 Koruna nickel và 20 Koruna là bạc. Năm 1942, kẽm 5 dây được giới thiệu và nhôm thay thế đồng trong 20 halier. Nhôm 50 halier tiếp theo vào năm 1943. Bạc 10 và 50 Koruna đã được giới thiệu vào năm 1944.
So với Koruna Tiệp Khắc trước chiến tranh, tiền xu Koruna của Slovak có thêm 50 K, lượng bạc trong 10 và 20 Ks giảm từ 700 ‰ xuống còn 500 ‰ và tất cả nhưng 5 K lại co lại theo kích thước vật lý. Các nhà thiết kế là Anton Hám, Andrej Peter, Gejza Angyal, Ladislav Majerský và František Štefunko. Tiền xu được đúc trong bạc hà Kremnica.

### Tiền giấy
Năm 1939, các ghi chú của Tiệp Khắc cho 100, 500 và 1000 korún được ban hành với SLOVENSKÝ ŠTÁT được in đè lên chúng để sử dụng ở Slovakia. Năm đó cũng thấy sự ra đời của 10 và 20 ghi chú Koruna của chính phủ.

## Tỷ giá đối hoại lịch sử

Tỷ giá đối hoại lịch sử năm 1999

Biểu đồ cho thấy giá trị của đồng Euro trong các phòng tắm hơi từ năm 1999 đến tháng 12 năm 2008. Như có thể thấy, tiền tệ được củng cố như nền kinh tế Slovakia đã làm. Các Koruna gia nhập ERM II vào ngày 28 tháng 11 năm 2005 với tỷ lệ €=38.4550 Sk với một ban nhạc 15%. Vào ngày 17 tháng 3 năm 2007, tỷ lệ này đã được điều chỉnh thành 35,4424 Sk với cùng băng tần, mức tăng 8,5% về giá trị của Koruna. Cùng ngày, 1 Euro giao dịch ở mức 33,959 Sk. Tỷ lệ trung tâm của Koruna sau đó được điều chỉnh một lần nữa vào ngày 28 tháng 5 năm 2008 đến 23,8545 mà không có thay đổi trong ban nhạc.